# 大卫·伊夫里
大卫·伊夫里（希伯來語：‎；1934年—）是2000至2002年在任的以色列驻美国大使，曾任以色列空军（IAF）的第九名司令。1999年，他担任以色列国家安全委员会第一任理事，2003年后担任波音公司副总裁和以色列地方波音公司的总裁和财务总监。